# Mikroregion Žermanické a Těrlické přehrady
Mikroregion Žermanické a Těrlické přehrady je sdružení obcí v okresu Frýdek-Místek a okresu Karviná, jeho sídlem jsou Soběšovice a jeho cílem je prezentace oblasti, rozvoj turistiky, cestovního ruchu, rekreace, ekonomický rozvoj regionu. Sdružuje celkem 10 obcí a byl založen v roce 1999.

## Obce sdružené v mikroregionu
- Albrechtice
- Dolní Domaslavice
- Horní Domaslavice
- Lučina
- Soběšovice
- Těrlicko
- Žermanice
- Pazderna
- Horní Bludovice
- Bruzovice